# 고라파덕
고라파덕(Psyduck,일본어: コダック 고닷쿠, 코덧[*])은 포켓몬스터 시리즈에 등장하는 가공의 캐릭터(몬스터)이다.

## 특징
항상 두통때문에 골치를 썩이고 있고, 머리를 움켜 쥐고 있다. 두통이 심해지면 염력을 사용하기 시작한다. 푸린, 나옹, 이브이 등과 대등하게, 포켓몬에 흥미가 없는 사람이라도 '이름은 모르지만 본 적 있는 포켓몬'의 대표격.
포켓몬 시리즈의 디렉터를 맡은 마스다 쥰이치가 제일 좋아하는 포켓몬으로도 알려져있다(마스다의 명함에는 고라파덕의 일러스트가 그려져 있다). 신작이 나올 때마다 야생에서는 등장하지 않는 구 포켓몬이 증가하고 있지만, 고라파덕만은 마스다의 지시때문에 반드시 등장한다.

## 게임에서의 고라파덕
에스퍼 타입은 아니지만 「염력」과 「사념의 박치기」를 배울 수 있다. 이 때문에 종종 에스퍼 타입으로 착각되기도 한다. 레벨 33에 골덕으로 진화한다.
《포켓몬스터 DP 디아루가/펄기아》에서는 「고라파덕 물뿌리개」가 등장하거나 집단으로 도로를 막아서 스토리 진행의 장애가 되는 등, 노출도가 높았다. 도로를 막고 있는 고라파덕에게 「비전신약」을 주면 길을 비켜준다.

## 애니메이션에서의 고라파덕

### 이슬이의 고라파덕
이슬이의 소지 포켓몬 중 하나. 로사의 마자용의 등장 전에는 바보스러운 역할을 혼자 담당하였다. 이슬이의 포켓몬 중에서는 콘치, 별가사리에 이어 소지 기간이 긴 포켓몬이다.
이 고라파덕은 로사의 마자용, 로이의 흉내내, 봄이의 에나비 (AG에서는 스키티)와 같이 제멋대로 몬스터 볼로부터 튀어나오기도 한다. (로사의 마자용은 "마자~용", 로이의 흉내내는 "흉내내~", 봄이의 에나비는 "스키티~(나비~)" 하면서 튀어나오고 이슬이의 고라파덕은 "파덕!"하며 튀어나온다.) 공격을 받아도 반응이 둔하지만, 연속으로 공격을 받으면 초능력 기술을 발동한다. 물 포켓몬이지만 수영은 하지 못한다. 하지만 배영만은 할 수 있다.
《포켓몬스터》27화에서 이슬이의 몬스터 볼에 스스로 들어와 이슬이의 포켓몬이 되었다.
《포켓몬스터》146화의 포켓몬 교환회에서 이슬이가 자신의 고라파덕의 교환을 거부한 것으로 보아 고라파덕에 대한 애착이 높은 것 같다.
무서운 얼굴을 가진 포켓몬과 대전 할 때는 두려워하여 도망가는 나쁜 버릇이 있다. 《포켓몬스터》32화에서는 아보크로 부터, 《포켓몬스터 사이드 스토리》5화에서는 장크로다일로부터 도망갔다.
자신과 같이 바보스러운 포켓몬과는 마음이 통하는 것 같아서 《포켓몬스터》66화에서는 야돈과, 《포켓몬스터》127화에서는 누오와 시선을 맞대고 대화하는 장면이 있다.
《포켓몬스터》69화에서 푸크린에게 반한 적이 있다.

### 그 외의 고라파덕
《포켓몬스터》91화에 등장. 이슬이의 고라파덕과 달리 의욕넘치는 성격의 고라파덕이었다.
《포켓몬스터 AG》139화에서 부호의 딸의 포켓몬으로 등장. 대저택에서의 지루한 생활에 싫증이 나서 종종 가출하는 고라파덕이었다.

## 그 외에서의 고라파덕
- 극장판 《뮤츠의 역습》과 《루기아의 탄생》에 등장.

- 단편영화 《피카츄의 여름방학》, 《피카츄 탐험대》, 《피츄와 피카츄》, 《피카츄의 두근두근 숨바꼭질》, 《반짝반짝 밤하늘 캠프》에 등장했다.

## 같이 보기
- 포켓몬스터
- 포켓몬의 목록

1. ↑  잡지「Nintendo DREAM」vol.84 인터뷰 기사